# 小島聡
小島 聡（こじま さとし、1970年9月14日 - ）は、日本の男性プロレスラー。東京都江東区出身。新日本プロレス所属。血液型A型。
オレンジを基調としたコスチュームがトレードマーク。全日本プロレス時代はヒールユニット「VOODOO-MURDERS」に加入した際に黒と赤を基調としたコスチュームがトレードマークだった。
実兄にハードコア・パンクバンド「鉄アレイ」のヴォーカリストのBUTA-MANがいる。

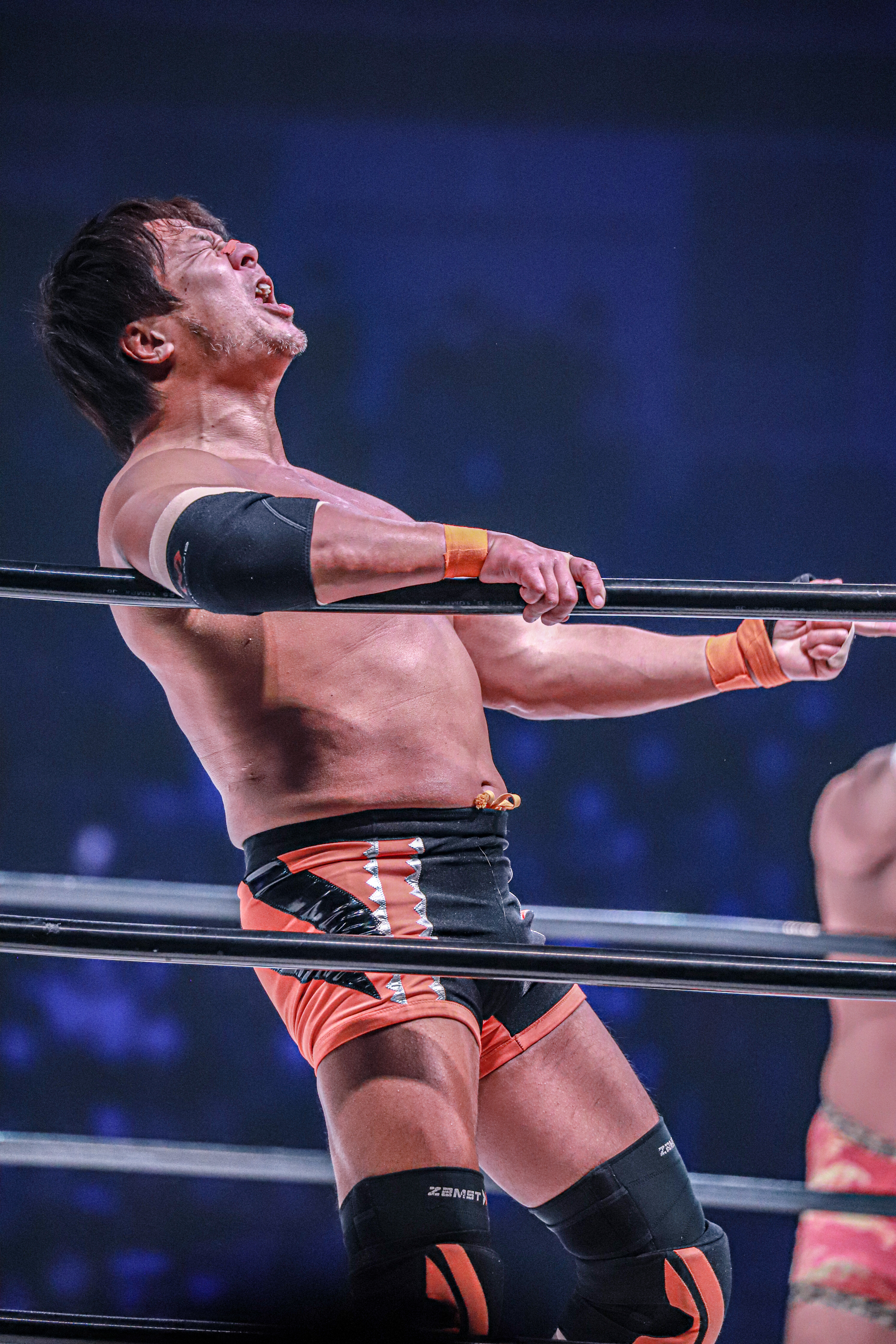
2023.01.22 Noah 横浜アリーナ 小島聡 選手

## 来歴

### 新日本プロレス
学生時代に格闘技のバックボーンを持たず、一度はノーリツに就職したものの退職しアニマル浜口ジムでトレーニングを積み、1991年2月に新日本プロレスに入門。なお、小島の脱サラのきっかけは失恋だった。同年7月、山本広吉（後の天山広吉）戦でデビュー。
1994年、ヤングライオン杯で全勝優勝を飾り、海外遠征に出発。1996年に凱旋帰国し中西学とブル・パワーズを結成、IWGPタッグ王座を獲得するなど活躍する。
怪我で長期欠場していた復帰後の1998年、小島は武藤敬司に誘われ、nWo JAPANに加入、自身初のヒールに転向する。体格やファイトスタイルが重複していた天山とタッグを組む機会が増え、テンコジとして知られる。その後nWoが蝶野正洋率いるTEAM 2000に吸収されると、IWGPタッグ王座を当時の最高記録である6度の防衛を果たすなど名タッグとして活躍する。
若手時代より体の頑丈さには定評があり、廃屋の支柱をタックルで壊す・橋本真也の本気のミドルキックを気合で受け切る等々、テレビ番組の企画で橋本や獣神サンダー・ライガーによく無茶振りをされていた。
2002年1月31日、武藤に追随する形で新日本プロレスを退団し、同年2月26日に全日本プロレスに入団する。

### 全日本プロレス
2003年は火祭り、チャンピオン・カーニバル、世界最強タッグ決定リーグ戦優勝など、数々の実績を残した。また、愚零斗孤士なるキャラに扮したり、A BATHING APEとのコラボレーションによる『BAPE STA!! PROWRESTLING ZEPPTOUR』をプロデュースし、興行を成功させている。同興行ではザ・グレート・コスケなる覆面レスラーに扮している。
2004年には、ハッスルに参戦、7月にはプロレスリング・ノアの東京ドーム大会で試合を終えた三沢光晴に対戦を直訴し、古巣に呼び寄せる形でシングルマッチが実現したが敗れた。
2005年2月16日、東京・代々木競技場第二体育館で川田利明を破り悲願の第33代三冠ヘビー級王者に就く。これにより小島が平成デビューの選手で初めての三冠王者となり、この試合で川田が約16年間続けてきた平成デビューの日本人選手相手のシングル無敗記録も打ち破った。その4日後、新日本プロレスの天山が保持するIWGPヘビー級王座とのWタイトルマッチで勝利し、第41代IWGPヘビー級王者となり、全日本と新日本の至宝のタイトルを独占した。試合後には、IWGPベルトをリングに投げ捨てるなどの過激な挑発を行い、同年5月14日に陥落するまでの間、一度もIWGPベルトを巻かなかった。その理由として「新日本に居たときは喉から手が出るほど手にしたかったIWGPだけど、今の俺は全日本プロレスの小島聡だから」と理由を述べている。なお、のちに巻いておけばよかったかもと多少後悔している旨を語った。また、四冠王者である間にターザン後藤一派の清水大会でターザン後藤&清水の画伯と対戦している。
四冠王者（三冠ヘビー級王座とIWGPヘビー級王座）を奪取したことと、川田、武藤、佐々木健介らを撃破して三冠を防衛した実績を評価され、2005年度のプロレス大賞MVPを獲得。授賞式の席では、話題賞を受賞したインリン様から挑発を受け、まんざらでもない様子を見せていた。
2006年は、「チャレンジする王者」を目標に掲げ、新日本のG1 CLIMAXへ5年ぶりに出場し、準優勝。8月28日にはアパッチプロレス軍で「ストリートファイト有刺鉄線ボードデスマッチ」という試合形式のデスマッチにも挑戦した。7月に太陽ケアに敗れて三冠王座を失うも、年末の世界最強タッグ決定リーグ戦では天山とのタッグ「テンコジ」を復活させ、優勝を果たした。
2007年3月のチャンピオン・カーニバルでは予選落ち。その後のシリーズも不調が続き、6月にVOODOO-MURDERSへ加入、全日本移籍後、初めてヒールとして活動することになった。8月26日、両国国技館においてTARUとタッグを組んで川田利明&太陽ケア組が保持する世界タッグ王座に挑戦。これに勝利し、同王座を戴冠する。
2008年1月、世界タッグ初防衛戦で武藤敬司&ジョー・ドーリング組に敗れて同王座から陥落する。3月、チャンピオン・カーニバルでは予選落ちし、大会後には右肘負傷のため欠場していたが、7月8日、新日本の後楽園ホール大会でリングに登場した。翌日には2年ぶりにG1に出場することが決定し、20日には全日本の後楽園ホール大会で復帰した。8月3日石川・産業展示館3号館にて行われた6人タッグ戦終了後、TARUとの仲違いからVOODOO-MURDERSを離脱した。G1からコスチュームを変更したが、最終日の試合でTARUの乱入によって真壁刀義に敗れ、決勝進出を逃した。同月、大和ヒロシとKAIと共に「F4」を結成。11月、天山とのタッグでG1 TAG LEAGUEと世界最強タッグ決定リーグ戦に優勝し、同年で両団体のタッグリーグ戦を制覇した。
2009年9月、横浜文化体育館において高山善廣の保持する三冠ヘビー級王座に挑戦し勝利、小島自身2度目の三冠王座戴冠を果たす。
2010年2月7日の後楽園ホール大会にて、F4とVOODOO-MURDERSとの負けたら解散マッチに敗れF4を解散。3月21日には浜亮太に敗れ、保持していた三冠ヘビー級王座も失い、同年5月31日をもって全日本プロレスを退団した。

### フリーランス
7月11日、小島は古巣である新日本プロレスの後楽園ホール大会に姿を表しG1 CLIMAX参戦を表明。8月、優勝決定戦で棚橋弘至を破り、G1 CLIMAXを初制覇し同時に新日本プロレス所属外の選手としては初のG1 CLIMAX覇者となった。10月11日に真壁刀義に挑戦、IWGPヘビー級王座を奪取した。
2011年1月4日、レッスルキングダムにて棚橋に敗れ、IWGP王座から陥落した。この時期よりTAKAみちのく、NOSAWA論外、タイチ、MVPらとのユニット小島軍（仮）として活動を開始していく。
2月20日、仙台大会で棚橋の持つIWGPヘビー級王座にリマッチを申し入れるも敗戦。その後、小島は真壁と抗争を繰り広げ幾度となくシングルマッチで激突を繰り広げる。5月3日、福岡大会で真壁との試合に敗れた後、小島はTAKA、タイチ、鈴木みのるによって襲撃を受け、軍団から追放された。襲撃を救助してくれた真壁と和解しタッグを結成する。8月、G1 CLIMAXに出場したが最終日で天山に敗れ、決勝進出とG1連覇を逃した。小島はこの試合で右眼眼窩底を骨折し欠場を余儀なくされる。

### 新日本プロレス再入団
9月19日、新日本プロレス神戸大会で復帰戦及び新日本再入団をリング上で発表。復帰戦の相手として天山広吉を指名した。10月10日両国大会で天山を相手に復帰戦を行い、ラリアットで勝利収めた。10月のG1 TAG LEAGUEでは真壁とのタッグで出場し、天山以外のパートナーと組んで同大会に出場したのはこれが初めてとなる。
11月12日、決着戦として天山とシングルマッチで対戦したが、ムーンサルトプレスでピンフォール負けを喫し、負け越しが決まる。その後、リング上で勝ち名乗りを上げる天山を飯塚高史が強襲。状況を見かねて、天山を救出に入り飯塚を撃退した。その後、次期シリーズで天山がCHAOSのメンバーにリンチされる場面で救出に入るというシーンが頻繁に見られるようになり、小島が襲われた際には天山が駆け付けて助けに入る場面も見られるようになった。
11月27日愛媛大会で小島の問いかけに天山が応じ、晴れて「テンコジ」が復活する。これを受け、12月4日に行われる対戦カードが変更され、天山とのタッグで飯塚、ヒデオ・サイトー組と対戦。天山が飯塚からギブアップ勝ちを収めた。
12月14日、自身のデビュー20周年記念興行『「RUSH!!」 〜やっちゃうぞバカヤロー〜』を開催。スタン・ハンセンやプロレス四天王の川田利明、自身の師匠アニマル浜口とも再会した他、久し振りの「ザ・グレート・コスケ」としてザ・グレート・サスケとタッグを組んでの出場。また、メインイベントでは全日本時代の盟友カズ・ハヤシとタッグを組んで、内藤哲也・FUNAKI組と対戦する予定であったが、内藤の左肘の負傷による欠場で急遽天山に変わり、またもやテンコジ対決が実現する事となった。
試合は小島がFUNAKIをラリアットで3カウントを奪い、20周年記念を勝利で収めた。試合後のマイク中に、突如場内に「HOLD OUT」が鳴り響き、全日本プロレスの武藤敬司がサプライズ登場した。

### 2012 - 2016年
2012年1月4日、「レッスルキングダムVI」でBAD INTENTIONS（ジャイアント・バーナード、カール・アンダーソン組）の保持するIWGPタッグ王座に挑戦。天山がバーナードからピンフォール勝ちを収め、第58代王者に輝く。その後、上半期では矢野通、飯塚高史組と、下半期ではK.E.S.（ランス・アーチャー、デイビーボーイ・スミスJr.組）と同王座を賭けた抗争を展開する。12月9日にはプロレスリング・ノアに参戦し、森嶋猛の保持するGHCヘビー級王座に挑戦したが、奪取には至らなかった。
2013年に入ると新たにタッグ王者となったK.E.S.、矢野、飯塚組、マッスルオーケストラ（中西学、ストロングマン組）を交え、IWGPタッグ王座を巡った抗争を繰り広げる。5月3日福岡大会で4WAYタッグマッチで対戦し、小島がストロングマンから勝利を収め、第62代王者組に戴冠。その後、6月22日の3WAYマッチでK.E.S.を退け、7月20日には矢野、飯塚組を下し、一連の抗争に終止符を打つ。
8月、G1 CLIMAXでは最終日を待たずして予選落ちが決定するが、11日の最終戦でオカダ・カズチカから勝利を収め、IWGPヘビー級王座への挑戦をアピールし、9月の神戸ワールド記念ホール大会で挑戦するも、ベルト奪取はならなかった。
2014年1月4日、WRESTLE KINGDOM 8 in 東京ドームにてNWA世界ヘビー級王座を保持するロブ・コンウェイとリベンジマッチを行い、コンウェイによる姑息な手段に手を焼いていたところを天山のヘルプにより試合は一転、最後にはコンウェイのフィニッシャーであるエゴ・トリップを防いだところをラリアットを2発放ち圧倒。リベンジを果たすと共に第125代NWA世界ヘビー級王者になった。
10月13日、両国大会でテンコジのタッグでランス・アーチャー、デイビーボーイスミスJr.のKESとNWA世界タッグの5度目の防衛戦に挑むが、小島のラリアットが天山に誤爆し、小島がKESのキラーボムに沈み、同王座から陥落した。
2016年3月19日、愛知県体育館大会にて柴田勝頼の持つNEVER無差別級王座に初挑戦するも敗北。
6月27日の後楽園ホール大会において、G1 CLIMAX26の出場選手発表で小島が出場することがアナウンスされたが、この時出場選手一覧に名前がなかった天山が自身が出場できないことに激怒。7月3日、岩手大会においてマット・サイダル、リコシェとともにケニー・オメガ、マット・ジャクソン、ニック・ジャクソン組の持つNEVER無差別級6人タッグ王座に挑戦、奪取に成功したその試合後、G1 CLIMAX出場を諦め切れない天山を小島は呼び出し、自ら出場を辞退し天山に出場枠を譲る事をリング上で伝えた。これを受け、翌4日に小島に変わって天山がG1 CLIMAXに出場することが正式に発表された。

### 2017 - 2019年
2017年8月27日に両国国技館で行われた諏訪魔との対戦ではジョー・ドーリングがコスチューム姿で自然に乱入。あまりにも普通に乱入し、諏訪魔を痛めつけていることから、このままジョーと諏訪魔と一騎打ちになってもおかしくない雰囲気であった。2010年の自身の全日本退団に端を発して諏訪魔との因縁が生まれた小島であったが、ジョーの不可解な乱入によって因縁の対戦に水を差された小島は「オレの中では、ただただ切ないだけだ。切ない試合だよ」と試合後にやりきれない気持ちを吐露した。

### 2020 - 2021年
2020年1月19日、東京・後楽園ホールで開催されたNJPW PRESENTS CMLL FANTASTICA MANIA 2020の第6試合でウルティモ・ゲレーロが持つCMLL世界ヘビー級王座に挑戦。試合は最後にウルティモ・ゲレーロは豪快なゲレーロスペシャルを決られ王座奪取はならなかった。
6月23日に行われたNJPW WORLD Special NEW JAPAN CUP 2020 1回戦、メインイベントでEVILと対戦。20分越えの死闘だったが最後は完璧なタイミングのカウンターEVILを決められ1回戦で敗退。
2021年5月28日（日本時間）放送の米国インパクト・レスリングに登場、リンク上でジョー・ドーリング相手に『Against All Odds!』とだけ言い残して会場を後にした。

### ノア・全日本・MLWへの参戦
2022年4月30日のプロレスリング・ノアの両国国技館大会に丸藤正道のパートナー "ノア史上最大の「X」"として、プロレスリング・ノアTシャツを着用して登場した。また同大会メインイベントでGHCヘビー級王座を獲得した潮崎豪に挑戦表明。後日、6月12日にさいたまスーパーアリーナで開催される「CyberFight Festival 2022」にてGHCヘビー級王座へ挑戦することが決定。これ以降、新日本に籍を置きながらノアの大会への継続参戦を行う。
6月12日にさいたまスーパーアリーナで行われた｢CyberFight Festival 2022｣で、潮崎豪を倒し第39代GHCヘビー級王者となり、史上4人目となるメジャー団体三冠制覇を果たした。7月16日の日本武道館大会で拳王に敗れ初防衛に失敗。
9月25日のドルフィンズアリーナ大会では杉浦貴とのタッグ「タカ&サトシ」を結成。鈴木秀樹・ティモシー・サッチャー組を破り第62代GHCタッグ王者となり、シングルに続きタッグでも三冠制覇を達成した（史上3人目）。
タッグ王座は3度防衛するも2023年2月12日のエディオンアリーナ大阪大会でマサ北宮・稲葉大樹組に敗れ失冠
。2月21日の東京ドーム大会「KEIJI MUTO GRAND FINAL PRO-WRESTLING "LAST" LOVE〜HOLD OUT〜」での試合後に「尊敬する武藤さんの引退の場で、ノアと区切りをつける」とノア撤退を表明。
2023年3月21日の全日本プロレス・大田区総合体育館大会での試合にて4月よりチャンピオン・カーニバル出場予定者として伏せられていたXとして登場。13年ぶりの同シリーズ参加となる。
2023年10月9日のプロレスリング・ノアの新宿FACE大会にて謎のマスクマン『グレート・マミー』が出場し、メインイベントで拳王と対戦。試合途中で自らマスクを脱ぎ正体が小島聡であることを明かす。
2024年2月4日、MLWのフィラデルフィア大会に参戦し、アレックス・ケインが所持するMLW世界ヘビー級王座に挑戦し勝利。21年ぶりとなる同王座を獲得した。同年5月12日、MLWのシカゴ大会に参戦し、OKUMURAをパートナーとしてMLW世界タッグ王座を獲得した。

## タイトル歴
新日本プロレス

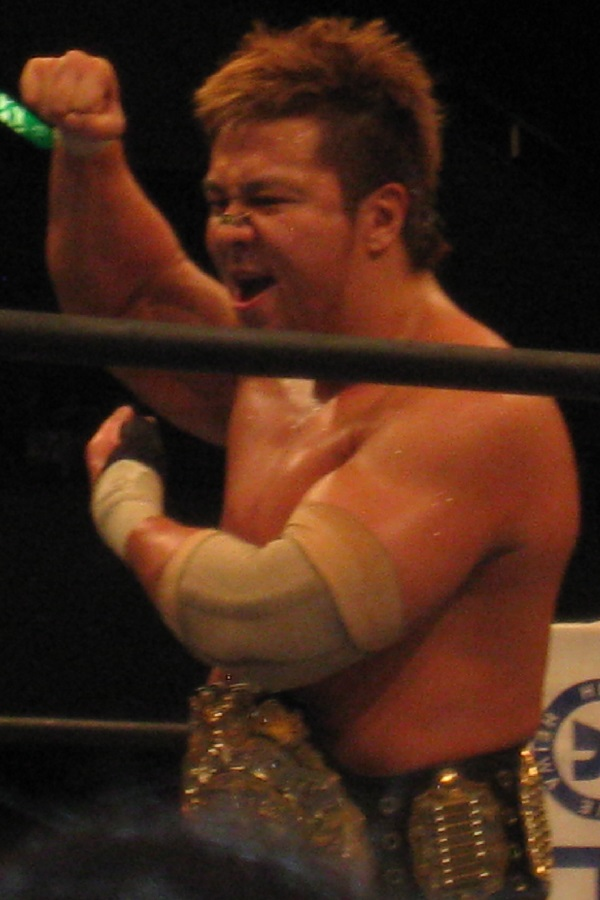
IWGPヘビー級王座を腰に巻く小島。

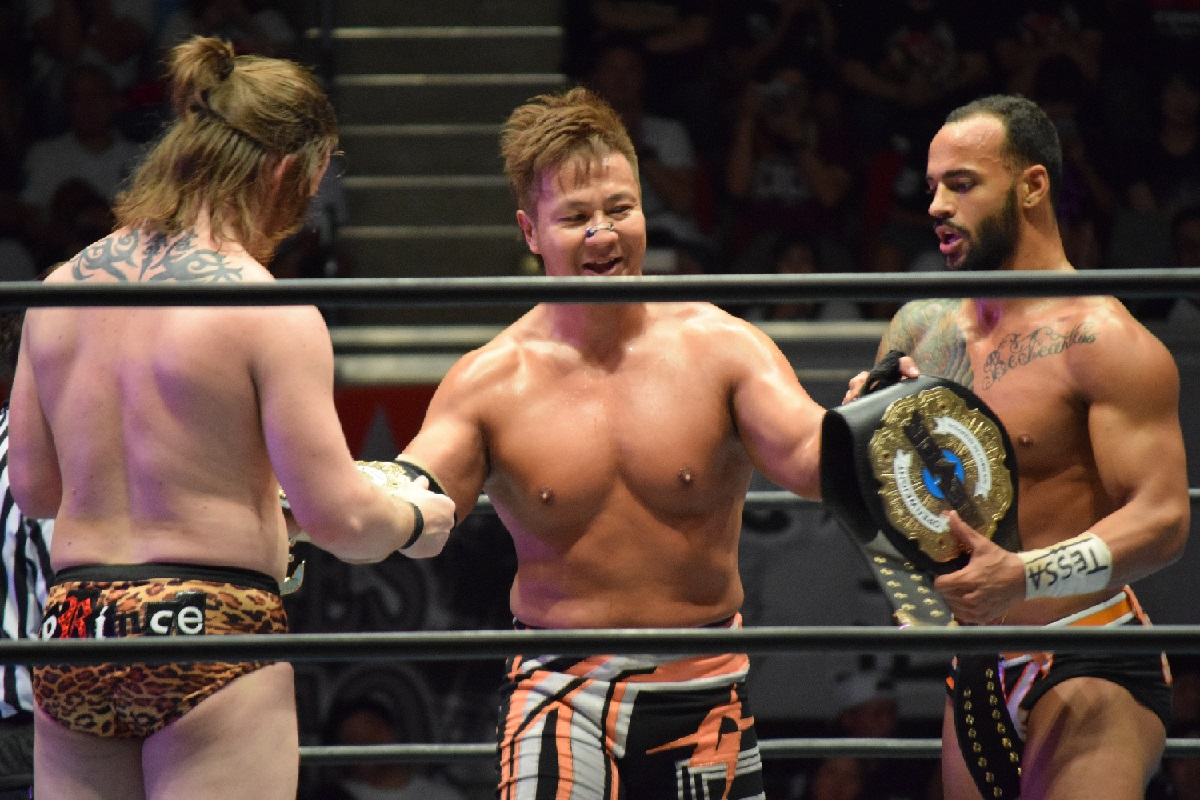
NEVER無差別級6人タッグ王座を手にするデビッド・フィンレー（左）、小島（中）、リコシェ（右）。

- IWGPヘビー級王座 : 2回（第41代、55代）
- IWGPタッグ王座 : 7回（第31代、36代、40代、58代、60代、62代、74代）

パートナーは最初が中西学→後の6回は天山広吉。
- NEVER無差別級6人タッグ王座：2回（第7代、8代）

パートナーはリコシェ &マット・サイダル→リコシェ&デビッド・フィンレー。
- ヤングライオン杯優勝 : 1回（1994年）
- G1 CLIMAX優勝 : 1回（2010年）
- G1 TAG LEAGUE優勝 : 3回（1998年・2001年・2008年）

パートナーは最初が武藤敬司→後の2回は天山広吉。
全日本プロレス
- 三冠ヘビー級王座 : 2回（第33代、40代）
- 世界タッグ王座 : 3回（第47代、49代、53代）

パートナーは太陽ケア→カズ・ハヤシ→TARU。
- アジアタッグ王座 : 1回（第75代）

グレート・コスケとして。パートナーは獅龍。
- 新春ヘビー級バトルロイヤル優勝 : 1回（2003年）
- チャンピオン・カーニバル優勝 : 1回（2003年）
- 王道トーナメント優勝 : 1回（2023年）
- 世界最強タッグ決定リーグ戦優勝 : 4回（2002年、2003年、2006年、2008年）

パートナーは太陽ケア→カズ・ハヤシ→06・08年は天山広吉。
プロレスリング・ノア
- GHCヘビー級王座 : 1回（第39代）
- GHCタッグ王座 : 1回（第62代）

パートナーは杉浦貴。
プロレスリングZERO1-MAX
- 火祭り優勝 : 1回（2003年）

MLW
- MLW世界ヘビー級王座 : 2回（第2代、11代）
- MLW世界タッグ王座 : 2回（第13代、15代）

パートナーはOKUMURA。
NWA
- NWA世界ヘビー級王座 : 1回 （第125代）
- NWA世界タッグ王座 : 1回（第75代）

パートナーは天山広吉。
プロレス大賞
- 2000年度プロレス大賞 最優秀タッグチーム賞（天山広吉とのタッグ）
- 2002年度プロレス大賞 技能賞
- 2005年度プロレス大賞 最優秀選手賞
- 2010年度プロレス大賞 敢闘賞

## 得意技

### フィニッシュ・ホールド

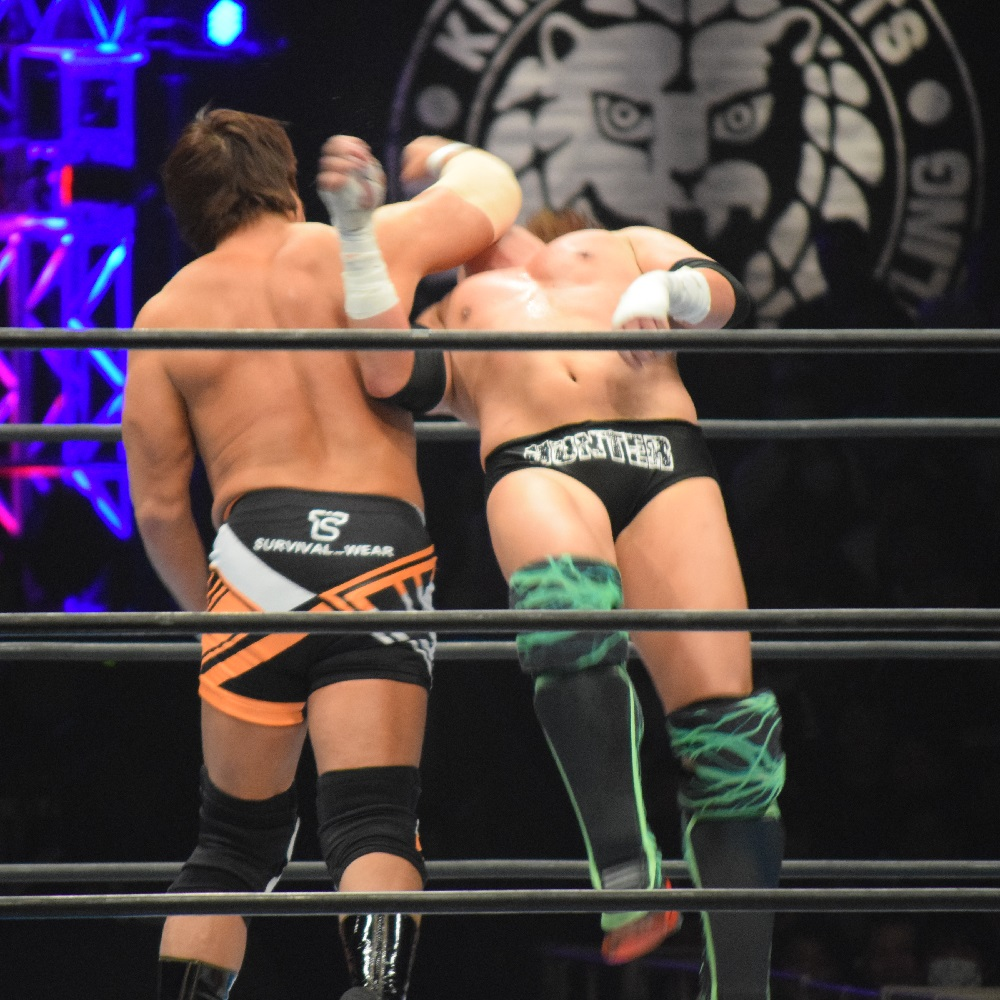
ウエスタン・ラリアット。

ウエスタン・ラリアット
全日本プロレスに入団後、2002年6月23日にPWF会長のスタン・ハンセンの元を訪れてラリアットの極意を直接伝授された。ハンセンのラリアットからヒントを得て習得した選手は数多くいるが直接指導を受けたのは小島が初めてである。
下記のぶん殴りラリアットとは違い、必要最小限の力でインパクトの瞬間にカチ上げるように打ち出すのが特徴。使用頻度を少なくすることで小島のフィニッシュ・ホールドとしての説得力を獲得している。
ロープカウンターからの一撃や後頭部へ放つもの、左腕で放つもの、エプロンで油断している相手の脚へ場外から放つもの、ショートレンジ式など打ち出し方にも幅が増えている。
ぶん殴りラリアット
ハンセンに指導を受ける以前のスタイルで助走をつけて大振りで力任せにマットに叩き付ける。
フィニッシュとして使用するさいはインパクトの瞬間に両膝をついて浴びせ倒しながら相手の後頭部を確実にマットへ叩きつける改良もなされた。
上記のウェスタン・ラリアットを継承してからは、ほとんどこのスタイルのラリアットは使用していない。
こけし
チームメイトの本間朋晃が得意とする技だが、本間が中心性頸髄損傷で欠場していた時期に、完全復活してほしい思いを込めて、本間に代わって披露した。

### 打撃技
串刺しエルボー
コーナーへ振った相手へ仕掛けるジャンピング・エルボー。
下記、いっちゃうぞエルボーへの繋ぎ技として使用。
いっちゃうぞエルボー
マシンガン・チョップから反対側のコーナーに振り、ジャンピング・エルボーからコーナー側に倒した後に「いっちゃうぞ!バカヤロー!」と叫んだ後、にやりと笑ってトップロープに登って放つダイビング・エルボー・ドロップ。敢行する直前に必ず足元を確認するのが特徴。通常のエルボー・ドロップ、ジャンピング・エルボー・ドロップと畳みかけてから放つことや、そのまま放たないこともある。きっかけは2004年に武藤敬司に「いっちゃうぞエルボーで満足している」と指摘され、叫ぶ直前に攻撃されるようになってスランプに陥ったことである。
ヒールターン時は「いっちゃうぞ!バカヤロー!」の叫び声はほぼ見られず無言となっていた。声を上げた時もあるがその時は観客から大ブーイングを浴びている。しかし、2008年のチャンピオン・カーニバルの棚橋弘至戦で行った時は歓声が上がっている。2007年1月2日の後楽園大会ではトップロープから「あけおめ!」と叫びながら放つ場面を見せた。
「いっちゃうぞ〜」は対戦相手に対してのアピールと思われているが、TVインタビューで小島が「俺がバカだから、自分に言っているんですよ」と発言したこともあり、真相は不明である。新日本末期からは観客と一緒に合唱するのが通例。
ラリアットと並ぶ小島の代名詞的な技であるが、小島曰く「ピンフォールが全く取れないのが悩み」。ただし、蝶野正洋のようにこれを嫌いな技として挙げるレスラーもいる。
フリーになってから使わなくなったが、2011年1月4日の東京ドームからまた使い始めた。
2022年のノア・全日本への参戦以降は「いっちゃうぞ〜」の途中で相手に阻止されることがある（ノアでは拳王、全日本では宮原健斗が主に行う。）。
マシンガン・チョップ
相手をコーナーに押し込み、相手の顔を見ずに、手のひらだけで水平チョップを速射砲で打ち続ける技。打ち疲れて遅くなったと思ったら、再び早くなり打ち続ける。この後、「よぉ〜し!」のかけ声と共に串刺しエルボー→いっちゃうぞエルボーと繋ぐのがパターンの一つ。
ローリング・エルボー
ショート・エルボーを2から3発打ち込んだ後に放つことが多い。三沢光晴との対戦後から使用し始めた。
モンゴリアン・チョップ
相棒・天山広吉の得意技であり、タッグマッチなどでは天山がモンゴリアンを見舞った後で小島がエルボーを放つというラリーを数回繰り返した後で「オレもやるーッ！」と言いながら繰り出すのが定着している。

### 投げ技

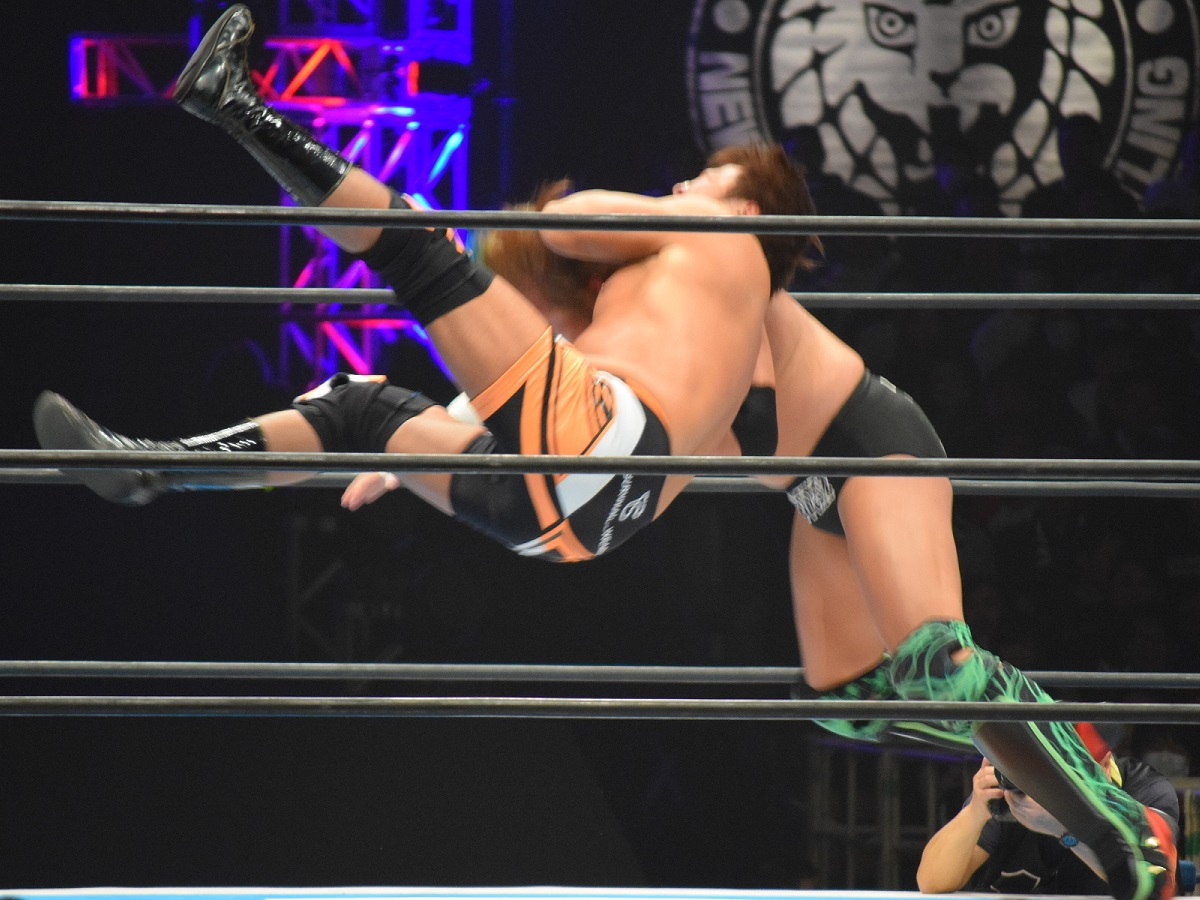
コジコジ・カッター。

CCD（コジ・クラッシュ・ダイナマイト）
エメラルド・フロウジョンとほぼ同型だが、担ぎ上げる方向と落とす方向が逆サイドの違いがある。
三沢と対戦した際に、その威力に魅了されて自ら研究して完成させた。
ブレーンバスターの体勢から移行する変形エメラルド・フロウジョンの逆サイドバージョンも使用するが、まれにノーザンライト・ボムのような形にもなることがある。
技名は愛称の「コジ（COZY）」に、若手の頃の入場曲の名前「クラッシュ・ダイナマイト」を組み合わせ、初心に帰るという意気込みが込められている。
コジコジ・カッター
小島が使用するダイヤモンド・カッターの名称。自身がダイヤモンド・ダラス・ペイジ に憧れていたことから使い出した。
新日本在籍時には唯一の使い手としてバックを取られた際や、ラリアットが打ち合いになった際、試合の流れを変える際に使用されたが、当時の新日本マットにおいてフィニッシュ・ホールドとして脚光を浴びることはなく繋ぎ技の扱いである。
ダイヤモンド・カッター、コジマ・カッター、コジコジ・カッターと技名が定まっておらず、実況もまちまちであったが、週刊プロレスの別冊であったケンファー第1号の小島聡特集で「恥ずかしいのでコジコジ・カッターの呼び名は使わないでください」と発言。しかし、新技名について言及が無かったため、コジコジ・カッターという名が定着してしまった。
雪崩式コジコジ・カッター
雪崩式で放つコジコジ・カッター。グラン浜田のハマちゃんカッターと同様、セカンドロープに登り放つものと、トップロープに登って相手と正面に向き合い両腕で頭を掴んで仕掛ける変形の2パターンが存在する。
DDT
通常のDDT、ローリング式DDT、エプロンサイドで放つDDTなど使用する。
ロッキン・バウ
コブラクラッチの体勢で放つ変形ネックブリーカー。
ウィリアム・リーガルのリーガル・カッターと同型。
変形ネックブリーカー（正式名称不明）
相手と背中合わせで倒れ込むのではなく、自身の立てた膝に相手の頸椎辺りを叩きつける変形。
変型ファイナル・カット（正式名称不明）
フロント・ネックロックの体勢から放つネックブリーカー・ドロップ式ファイナル・カット。
コジコジ・ドライバー
ブレーンバスター（女子式ボディスラム）の状態から放つみちのくドライバーII。
KAORUのエクスカリバーと同型。
垂直落下式ブレーンバスター
小島のブレーンバスターは、その場に脳天から落とすのではなく後方に自らスライドするようにして落とす。フィニッシュとしての使用は少ない。
獣神サンダー・ライガーの放つのとほぼ同型。
ライディーン・バスター（スパイン・ボム）
カウンターで使用するシットダウン式・スパイン・バスター。そのままフォールへと移行する。
新日本在籍時の凱旋帰国後、ラリアットがフィニッシュに定着するまでの期間には小島の第2のフィニッシュ技としても使用された。
ストレッチ・ボム
コブラツイストの体勢から持ち上げて、相手の体を反転させつつシットダウン・パワーボムに移行する。
小橋建太のケンタッキー・ボムと同型。後にほとんど使用されなくなった。
パワーボム
若手時代に頻繁に使用していたが、スタンダードなフォームでフィニッシュに到る事は無かった。
後に全く使用されなくなった。

### 関節技、締め技
コジMAXホールド
変形の羽折固め。うつぶせの相手に対し頭部側から馬乗りになり、右脚で相手の左腕を羽折り状にロック。両腕で相手の右腕を掴み絞り上げる。
考案当初はフィニッシュ・ホールドとしても用いられた。カニ挟みからの連携で使用する場合もある。後に後輩の後藤洋央紀が「昇竜結界」の名称で同型の技を使用している。
川田殺し
川田利明との三冠ヘビー級選手権対策として編み出した、肩関節技。
その名のように川田との三冠戦を前に、師匠のアニマル浜口のアドバイスを受けて開発。
長座（ハーフダウン）状態になった相手の背後から相手の左腕を自身の左脚で脚で挟み込み固定して、相手の右腕をV1アームロックの様に捕獲し、腕を引き込んで後方へ倒れこむ。
師である浜口のもとを訪れた際、「小島はあまりサブミッションを使わないから、一味加わえると良い」とアドバイスされたのが開発の転機となった。
レッグ・アンド・ネックロック
左腕を相手の首の後ろに回して、右腕は相手の右脚を折りたたみクラッチを組むオリジナルサブミッション。
佐々木健介が考案し、小島に授けた技。新日本プロレスのヤングライオン杯で使用し、決勝で中西学からギブアップを奪ったのを始め、リーグ戦の大半をこの技で勝利し優勝を遂げた。それ以後殆ど使用されていなかったが、2010年12月11日に行われたIWGPヘビー級選手権試合の対中邑真輔戦で久々に使用された。
アンクル・ホールド
VOODOO-MURDERS時代に使用。膝に爆弾を抱えている武藤相手によく使用された。
コジメ
G1 CLIMAX2011用に開発した技、その名の通り右腕を使ったフェースロック。8月14日のG1 CLIMAX両国大会で、後にタッグユニットテンコジで相方としても活躍する盟友の天山広吉との対戦時に使用された。

### 飛び技
ラウンディング・ボディ・プレス
若手時代に一年間程得意技として使用していた。縦回転式ではなく捻りを加えた形となる。
元々、得意ではないが海外遠征中に助言されてインパクトを残す為に1996年の凱旋帰国試合（対戦相手は天山広吉）で使用。その後、半年程使用していたが相手に当たらず自爆したために封印。（インタビューでまた使用しないのかと訪ねられた際に、もうやらないと語っている）
プランチャ・スイシーダ
飛ぶというよりは、どちらかと言えば飛び降りる形に近い。

## 入場曲
- 「STYLUS」（鈴木修）…第33代三冠王座陥落後から使用。VOODOO-MURDERSに加入した時期は、「VooDoo -STYLUS-」を使用した。
- 「RUSH!!」（作曲：安部潤 演奏：N.J.P. UNIT）…新日本Vターン後（フリー参戦）は、こちらを使用している。
- 「RIDE OVER 〜煽風〜」（作曲：戸谷勉 演奏：Blue Stealer）
- 「CRASH DYNAMITE」（作曲：大竹浩行 演奏：炎達）

## メディア出演

### ドラマ
- 1993年7月から放送された、フジテレビ月9｢じゃじゃ馬ならし｣に、屈強な男役で出演
- 2006年3月から放送された、TBS愛の劇場『すてきにコモン!』に、小学校の教師 吉岡 周二役でレギュラー出演。
- 2007年9月から放送された、TBS愛の劇場『家に五女あり』にも医師（ゲスト出演のため医師が役名）で出演。
- 全力失踪（2017年10月8日、NHK BSプレミアム）- ヘル・サンダー 役
- 99.9-刑事専門弁護士- 完全新作SP新たな出会い篇（2021年12月29日、TBS） - 本人 役

### バラエティ
- サラメシ（2019年12月3日、NHK総合）- 新日本プロレス回

### ゲーム
- 「龍が如く6 命の詩。」（2016年12月8日、セガ） - JUSTIS六狂人・小島聡 役[12] として出演。

### CM
- アプリゲーム『Fight League（ファイトリーグ）』（2017年6月、ミクシィ・XFLAG スタジオ）[13][14]– タッグプレイ・小島聡＆天山広吉編

## 人物
- テレ朝動画『人類プロレスラー計画　中西ランド』のゲストの中でも最多出演者でもある。
- 全日本プロレス時代、長期巡業に出る際、愛犬の世話を同じく愛犬家の本間朋晃に任せていた。
- 学生時代は数学が大の苦手だった[15]。テンコジの有名な「10倍だぞ10倍」発言もそのせいで生まれたものだという[15]（詳細はテンコジ#エピソードを参照）。
- かなりの昆虫嫌いである。新人の頃、橋本真也の悪戯で部屋中に200匹近い大量のセミをばらまかれたが、「怖くて触れない」という理由で当時隣の部屋だった中西学に片付けてもらったという[16]。
- 新日本プロレスの新弟子時代、総合格闘家の菊田早苗と同期だった[17]。
- トレードマークともなっている鼻のクリップは、鼻炎持ちの為に付けていたという実用的な理由からである。
- パンが大好物である。新日本プロレスのユニット「BULLET CLUB」をもじって「BREAD CLUB」を名乗ることもある[18]。